# Jaime Serra Palou
Jaime Serra Palou (Mollerussa, 1964) és un artista i periodista català.

## Biografia
Editor d'infografia i il·lustració de La Vanguardia, diari en el qual els diumenges publica una inclassificable columna d'opinió. Des dels més prestigiosos mitjans d'Europa i Amèrica, Jaime Serra porta 25 anys expandint els límits de la infografia periodística, un àmbit en el qual gaudeix d'un gran prestigi: a començaments del 2012 va ser reconegut per la Society for News Design com l'infografista més influent del món en el període 1992-2012. El seu treball ha estat exposat a Washington DC, Buenos Aires i Barcelona.